# Constitución de los Estados Unidos
La Constitución de los Estados Unidos es la ley suprema de los Estados Unidos de América. Fue adoptada en su forma original el 17 de septiembre de 1787 por la Convención de Filadelfia y luego ratificada por el pueblo en convenciones en cada estado federado en el nombre de «Nosotros, el Pueblo» (We the People). En realidad no se trataban de referendos populares, sino que eran las Asambleas Estatales las encargadas de ratificar la Constitución. Los primeros nueve estados que aprobaron la Constitución se tomaron 10 meses para ello. El primer estado que la ratificó fue Delaware, el 7 de diciembre de 1787, con voto unánime de 30-0. La Constitución tiene un lugar central en el derecho y la cultura política estadounidense. La Constitución de los Estados Unidos es la constitución federal más antigua que se encuentra en vigor en el mundo.
Una copia original del documento se puede encontrar en los Archivos Nacionales en Washington D. C.

## Historia

### Redacción y requisitos para su ratificación
En septiembre de 1786, comisionados de cinco estados se reunieron en la Convención de Annapolis para discutir sobre reformas a los Artículos de la Confederación que mejorarían el comercio. 
Invitaron a representantes de otros estados a reunirse en Filadelfia para discutir mejoras al gobierno federal. A consecuencia del debate, el Congreso de la Confederación se propuso revisar los Artículos de la Confederación el 21 de febrero de 1787. Doce de los trece estados, siendo Rhode Island la única excepción, aceptaron la invitación y enviaron delegados a la convención en mayo de 1787. La resolución que convocaba la Convención especificaba su propósito de enmendar los Artículos de la Confederación, pero la Convención decidió proponer escribir una nueva Constitución. 
La Convención de Filadelfia votó por mantener las deliberaciones en secreto y decidió redactar un nuevo diseño fundamental de gobierno que finalmente establecía que nueve de los trece estados tendrían que ratificar la constitución para que ésta entrara en vigor para los estados participantes.

### Trabajo de la Convención de Filadelfia

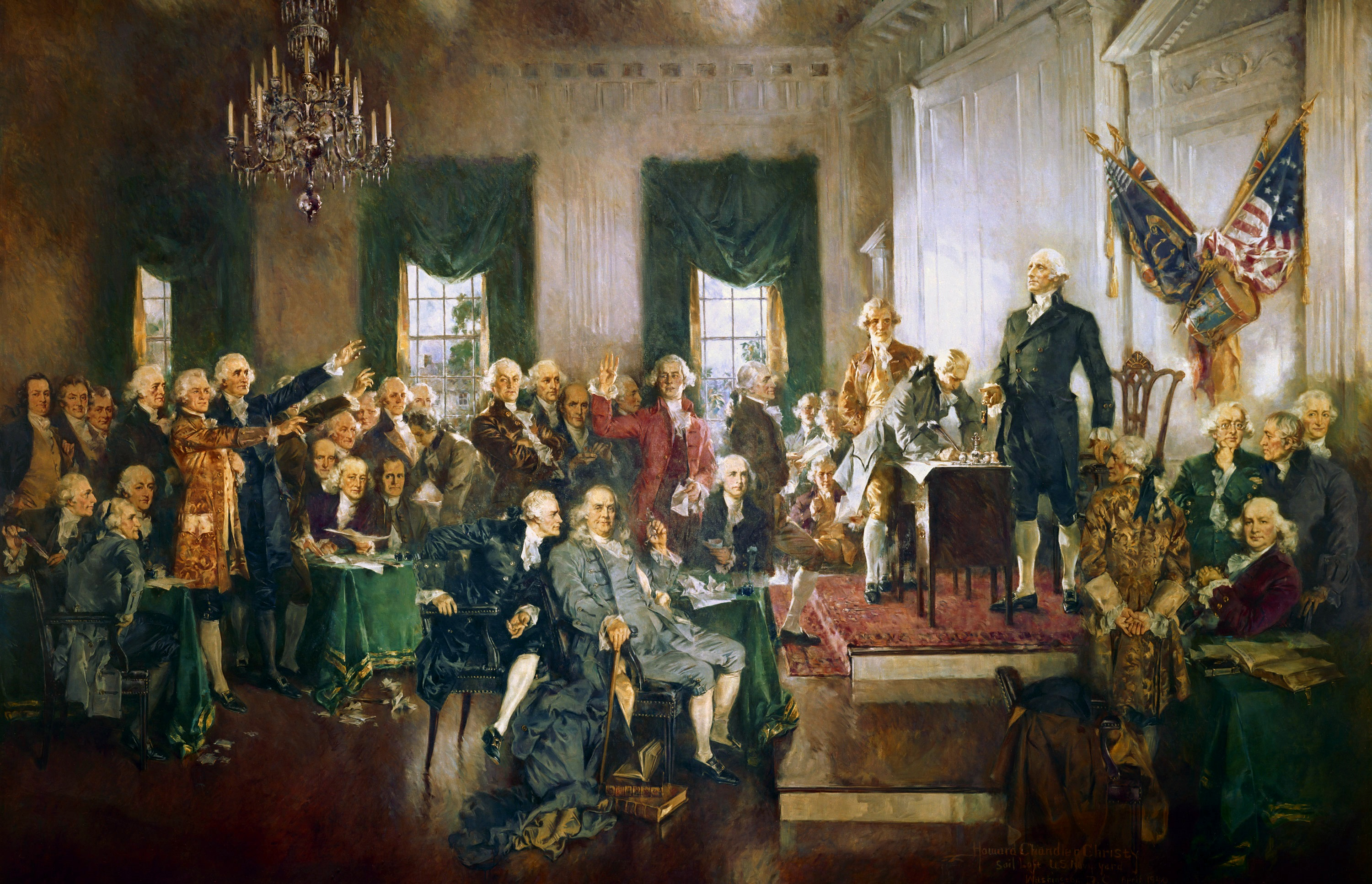
Escena de la firma de la Constitución de los Estados Unidos (1940), pintura al óleo de Howard Chandler Christy.

El Plan de Virginia fue la agenda no oficial de la Convención, redactada en su mayoría por James Madison. Estaba dirigida a favorecer los intereses de los estados más grandes, y entre otras propuestas estaban: 
- Un poderoso Congreso bicameral con una Cámara de Representantes y un Senado
- Un poder ejecutivo (presidente) elegido por la legislatura
- Un poder judicial, con períodos de servicio de por vida, con poderes vagos
- El Congreso federal podría vetar leyes estatales

Una propuesta alternativa, el Plan de Nueva Jersey, otorgaba a los estados iguales prerrogativas independientemente de su tamaño y fue defendida por los estados más pequeños. 
Por lo tanto, en el Plan Virginia el único titular de la soberanía sería el gobierno central, por lo que los estados serían meras divisiones administrativas. Por el contrario, en el Plan Nueva Jersey los depositarios de la soberanía de la república habrían de ser los estados, en igualdad de condiciones entre todos ellos. La primera propuesta era intolerable para los que, como el autor de la Declaración de Independencia Thomas Jefferson (quien no estuvo presente en la Convención), creían que un gobierno central fuerte suponía a la vez una traición a los ideales ilustrados de la Revolución y una amenaza para el pueblo y los estados. Además, la mayoría de estadounidenses de entonces identificaba a su estado como su entidad política preeminente. Pero el Plan Nueva Jersey, por su parte, resultaba inaceptable para los que buscaban superar realmente el modelo confederal existente y reemplazarlo por uno más centralizado y federal, como era el caso de figuras tan preeminentes de la época como Alexander Hamilton de Nueva York, o James Madison de Virginia.
Otra diferencia que parecía irreconciliable entre estos planes era que el de Virginia defendía que los estados debían estar representados en el Legislativo federal en función de su población. Como esto claramente perjudicaba a los estados más pequeños o despoblados, el Plan Nueva Jersey reclamaba una representación idéntica para cada estado. La solución adoptada en el Compromiso de Connecticut zanjaba la discusión salomónicamente: el poder legislativo de la nueva república sería bicameral, aplicándose en una de esas cámaras la propuesta de Virginia y en la otra la de Nueva Jersey. Así, en la Cámara de Representantes sus miembros serían electos según la propuesta de Virginia, en función de su población, así que a más habitantes, más representantes. Pero en la otra cámara, en el Senado, se aplicaría la propuesta de Nueva Jersey y los senadores serían electos en igual cantidad para cada estado, independientemente de su tamaño y población. Ambos principios rigen hasta el día de hoy.

### Ratificación
Al contrario del proceso de modificación establecido en el artículo XVI de los Artículos de la Confederación, el Congreso sometió la propuesta a los estados y fijó los términos de representación. 
El 17 de septiembre de 1787, la Constitución fue completada en Filadelfia.  A continuación Benjamin Franklin pronunció un discurso en el que hablaba de unanimidad, aunque solo se requería que nueve estados ratificaran la Constitución para que ésta entrara en vigor. 
Luego de arduas luchas para la ratificación en varios estados, Nuevo Hampshire se convirtió en el noveno estado el 21 de junio de 1788. Una vez que el Congreso de la Confederación recibió noticias de la ratificación de Nuevo Hampshire, estableció fechas para que la Constitución entrara en vigor, y el gobierno federal creado por la Constitución comenzó a operar el 4 de marzo de 1789 bajo la presidencia de George Washington. En adelante, todos los presidentes del nuevo país iniciaron sus mandatos el 4 de marzo, hasta que en 1933 la Vigésima Enmienda adelantó esa fecha al 20 de enero.

### Influencias históricas
Muchas de las ideas en la Constitución eran nuevas, y un gran número de ellas se derivaron de la literatura del Republicanismo en los Estados Unidos, de la experiencia de los trece estados, y de la experiencia del Reino Unido con su forma de gobierno mixta. La influencia más importante de Europa Continental vino de Montesquieu, quien enfatizaba en tener fuerzas equilibradas que se opusieran mutuamente para prevenir la tiranía. Esto refleja la influencia del tratado de Polibio —siglo II a. C.— acerca de los frenos y contrapesos de la Constitución de la República romana. John Locke es conocido por tener una influencia mixta, y la cláusula del debido proceso de la Constitución de los Estados Unidos se basó parcialmente en el derecho anglosajón con referencias a la Carta Magna de 1215.
Es de destacar asimismo la influencia que la tradición de gobierno democrático e igualitario de la Confederación Iroquesa tuvo en Benjamin Franklin a la hora de redactar la Constitución.[cita requerida]

### Influencias en la Carta de Derechos de los Estados Unidos
La Carta de Derechos de los Estados Unidos fueron las diez enmiendas añadidas a la Constitución en 1791, tal como los proponentes de la Constitución habían prometido a los oponentes durante los debates de 1788. La Declaración de derechos inglesa de 1689 fue una inspiración para la Carta de Derechos de los Estados Unidos. Por ejemplo, ambas requerían juicios con jurado, contienen un derecho a portar armas, y prohíben las fianzas excesivas al igual que los "castigos crueles e inusuales".  Muchas libertades protegidas por las constituciones estatales y la Declaración de Derechos de Virginia fueron incorporadas a la Carta de Derechos de los Estados Unidos.

## Artículos de la Constitución
La Constitución tiene siete artículos originales, y veintisiete enmiendas.

### Preámbulo
El Preámbulo establece:

Nosotros, el Pueblo de los Estados Unidos, a fin de formar una unión más perfecta, establecer justicia, asegurar la tranquilidad interior, proveer a la defensa común, promover el bienestar general y asegurar para nosotros mismos y para nuestros descendientes los beneficios de la libertad, proclamamos e instituimos esta Constitución para los Estados Unidos de América.

### ArtículoI: el poder legislativo
El Artículo I establece el poder legislativo del Gobierno, el Congreso de los Estados Unidos, incluyendo la Cámara de Representantes y el Senado. El Artículo establece la forma de elección y calificaciones de los miembros de la Cámara y del Senado. Además, estipula el debate libre en el Congreso y limita el comportamiento egoísta de miembros del Congreso, perfila el procedimiento legislativo e indica los poderes del poder legislativo.

### ArtículoII: el poder ejecutivo
El Artículo II describe la Presidencia (poder ejecutivo): procedimientos para la selección del presidente, los requisitos para acceder al cargo, el juramento que se debe prestar, y los poderes y deberes de la oficina. También establece la oficina del vicepresidente de los Estados Unidos, y especifica que el vicepresidente sucede en la presidencia en caso de incapacidad, muerte o dimisión del presidente, aunque no quedó claro si esta sucesión es temporal o permanente. En la práctica, esto se trató siempre como sucesión, y la 25.ª enmienda estipula explícitamente la sucesión. El Artículo II también regula el juicio político (Impeachment) y la remoción del cargo de los oficiales civiles (el presidente, el vicepresidente, los jueces, y otros).

### ArtículoIII: el poder judicial
El Artículo III describe el sistema judicial (poder judicial), incluyendo el Tribunal Supremo de los Estados Unidos. El artículo requiere que haya una corte llamada el Tribunal Supremo.  El Congreso, a su discreción, puede crear cortes inferiores, cuyos juicios y órdenes pueden ser revisados por el Tribunal Supremo. El Artículo III también requiere la participación de un jurado en todos los casos criminales, define el crimen de traición, y encarga al Congreso establecer un castigo para él.

### ArtículoIV: los poderes del Estado y límites
El Artículo IV describe la relación entre los estados y el Gobierno federal y entre los propios estados. Por ejemplo, esto requiere que los estados den "total fe y crédito" a los actos públicos, registros y procesos de otros estados. Permite al Congreso regular la forma de probar tales actos, registros o actas, y los efectos de los mismos. La cláusula de "privilegios e inmunidades" prohíbe a gobiernos estatales discriminar a los ciudadanos de otros estados en favor de ciudadanos residentes (por ejemplo, imponiendo penas mayores a los residentes de Ohio condenados por crímenes cometidos en Míchigan).

### ArtículoV: proceso de enmienda
El Artículo V describe el proceso necesario para reformar la constitución. Establece dos métodos de proponer enmiendas: por el Congreso o por una convención nacional solicitada por los estados. Con el primer método, el Congreso puede proponer una enmienda con los votos de dos tercios (de un cuórum, no necesariamente de toda la cámara) del Senado y de la Cámara de Representantes. Con el segundo método, los cuerpos legislativos de las dos terceras partes de los estados pueden convocar y obligar al Congreso a convocar una convención nacional, y el Congreso debe convocar esa convención con el fin de considerar las enmiendas propuestas. Hasta 2015, solamente se ha utilizado el primer método —propuesta del Congreso—.  
Una vez propuestas —bien por el Congreso o por las convenciones nacionales— las enmiendas deben ser ratificadas por las tres cuartas partes de los estados para que tengan efecto. El Artículo V otorga al Congreso la opción de requerir ratificación por los cuerpos legislativos de los estados o por convenciones especiales convocadas en los estados.  El método de ratificación por convención solo se ha utilizado una vez (para aprobar la Vigesimoprimera Enmienda). El Artículo cinco actualmente solo impone una limitación al poder de enmienda: ninguna enmienda puede privar a un estado de su representación igual en el Senado sin el consentimiento de ese estado.

#### Aclaración de términos
El nombre "enmienda" no es, en la terminología jurídica de los países del Continente europeo (Civil Law countries), significativo. En Europa, enmienda significa modificación de un proyecto de ley, que luego será admitida o rechazada por la mayoría de la cámara legisladora. Lo que los estadounidenses entienden por amendment es lo que en España se denomina "disposición adicional", que posteriormente puede ser integrada en el articulado de la ley, si se llega a aprobar un texto refundido. Cuando en Estados Unidos alguien dice que se acoge a una determinada enmienda constitucional, no se refiere a una propuesta alternativa, propia de un proyecto en discusión, sino a un texto adicional a la Constitución, que posee distinta numeración que los articles de la misma, pero no por ello pierde su vigencia. Ello tiene relación con el sistema jurídico de Common Law, heredado durante la colonización por el Reino Unido.
Los propios articles de la Constitución no equivalen a los artículos de las constituciones de países como Francia, Italia, Alemania o España, sino que son enunciados normativos mucho más extensos, equivalentes en algunos casos a títulos enteros de la Constitución Española (por citar algún ejemplo).

### Artículo VI: Supremacía de la constitución y las leyes federales
El Artículo VI establece a la Constitución, las leyes adoptadas y tratados de los Estados Unidos concluidos de acuerdo con ella, como la ley suprema en todo el territorio nacional, y que "los jueces de todos los estados estarán vinculados por la misma, a pesar de cualquier cosa que establezcan al contrario las leyes o las constituciones de los estados". También valida la deuda nacional creada bajo los artículos de la confederación y requiere que todos los legisladores, funcionarios federales, y jueces juren o afirmen "apoyar" la Constitución. Esto significa que las constituciones y las leyes de los estados no deben estar en conflicto con las leyes de la Constitución federal; en caso de conflicto, los jueces del estado están limitados legalmente a acatar las leyes federales y la Constitución por encima de las de cualquiera estado.
El Artículo VI también indica que no se requerirá "nunca ninguna prueba o requisito religioso para acceder a cualquier oficina o dependencia pública dependiente de los Estados Unidos".

### Artículo VII: Ratificación
El Artículo VII fija los requisitos para la ratificación de la Constitución. La Constitución no entraría en vigor hasta que por lo menos nueve estados la ratificaran en convenciones estatales especialmente convocadas para tal objetivo.

## Páginas originales de la Constitución

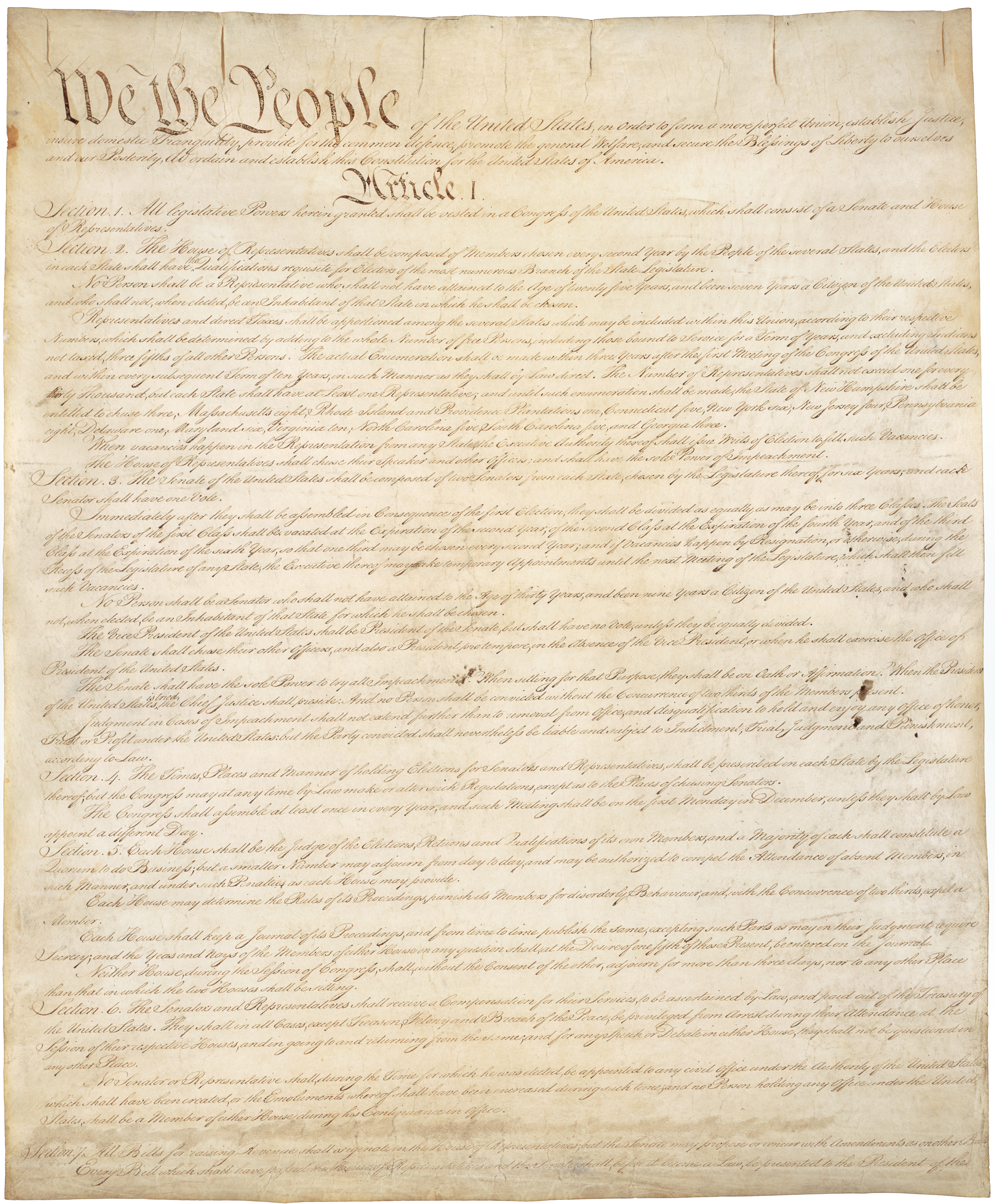
Página 1
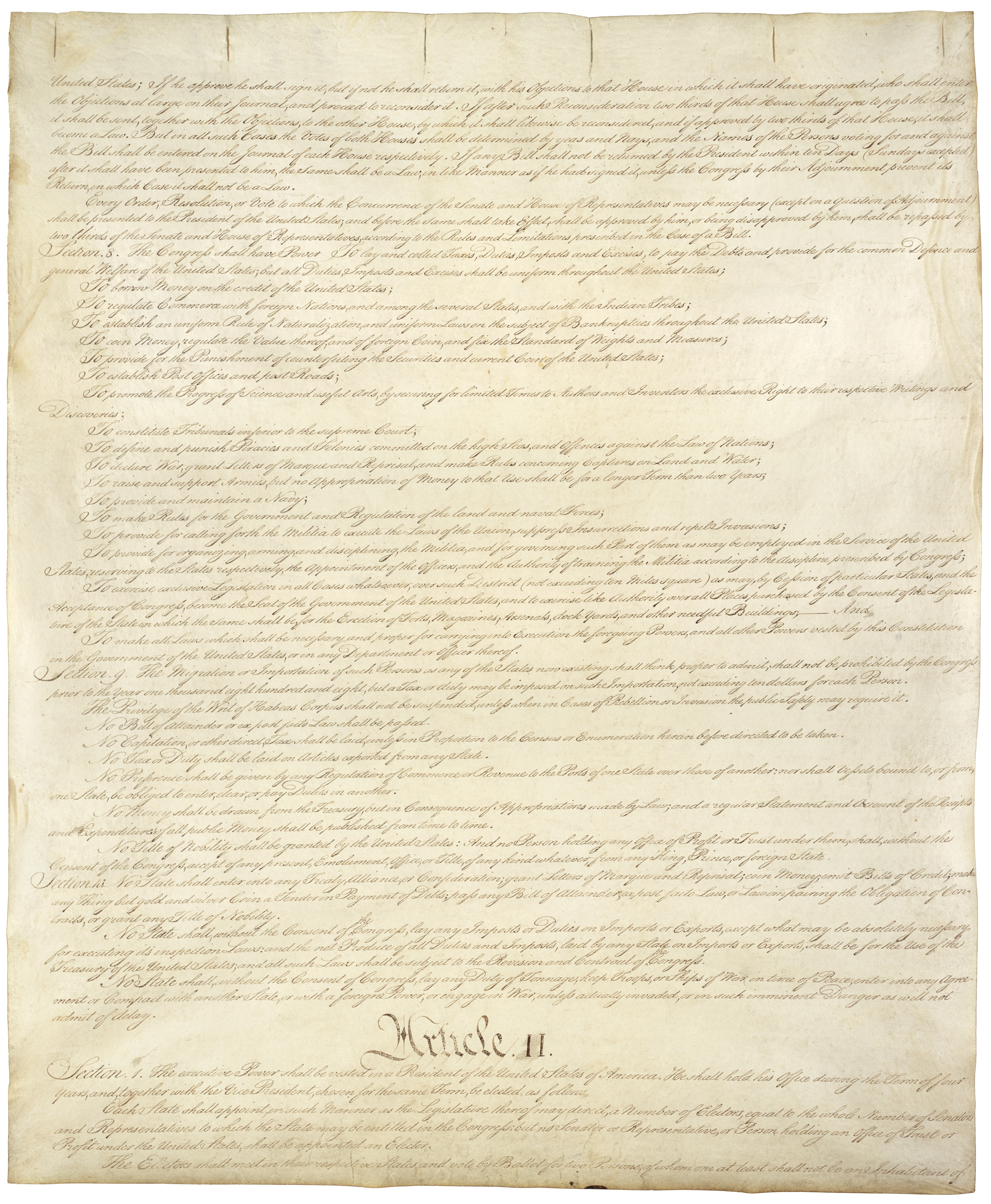
Página 2
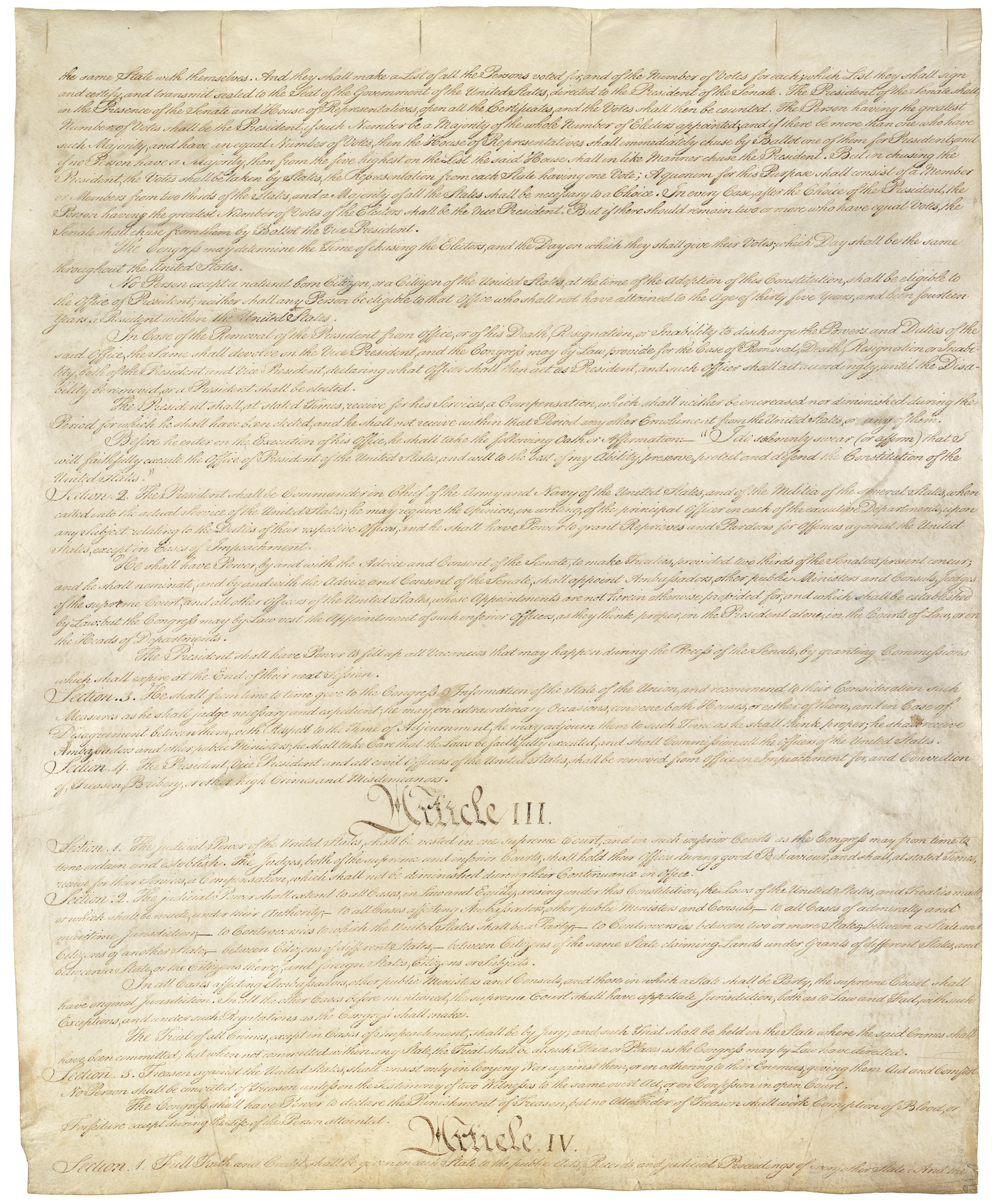
Página 3
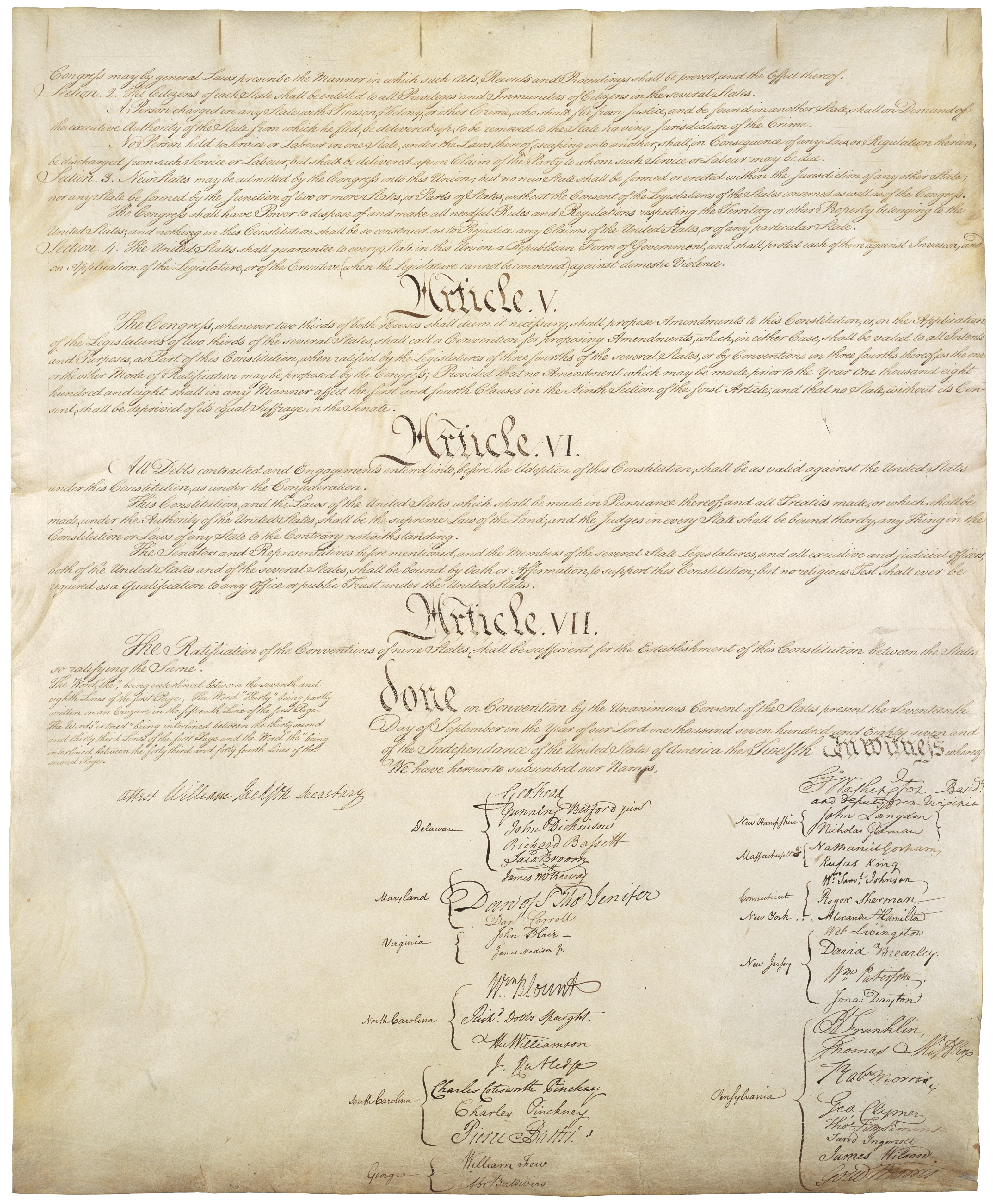
Página 4
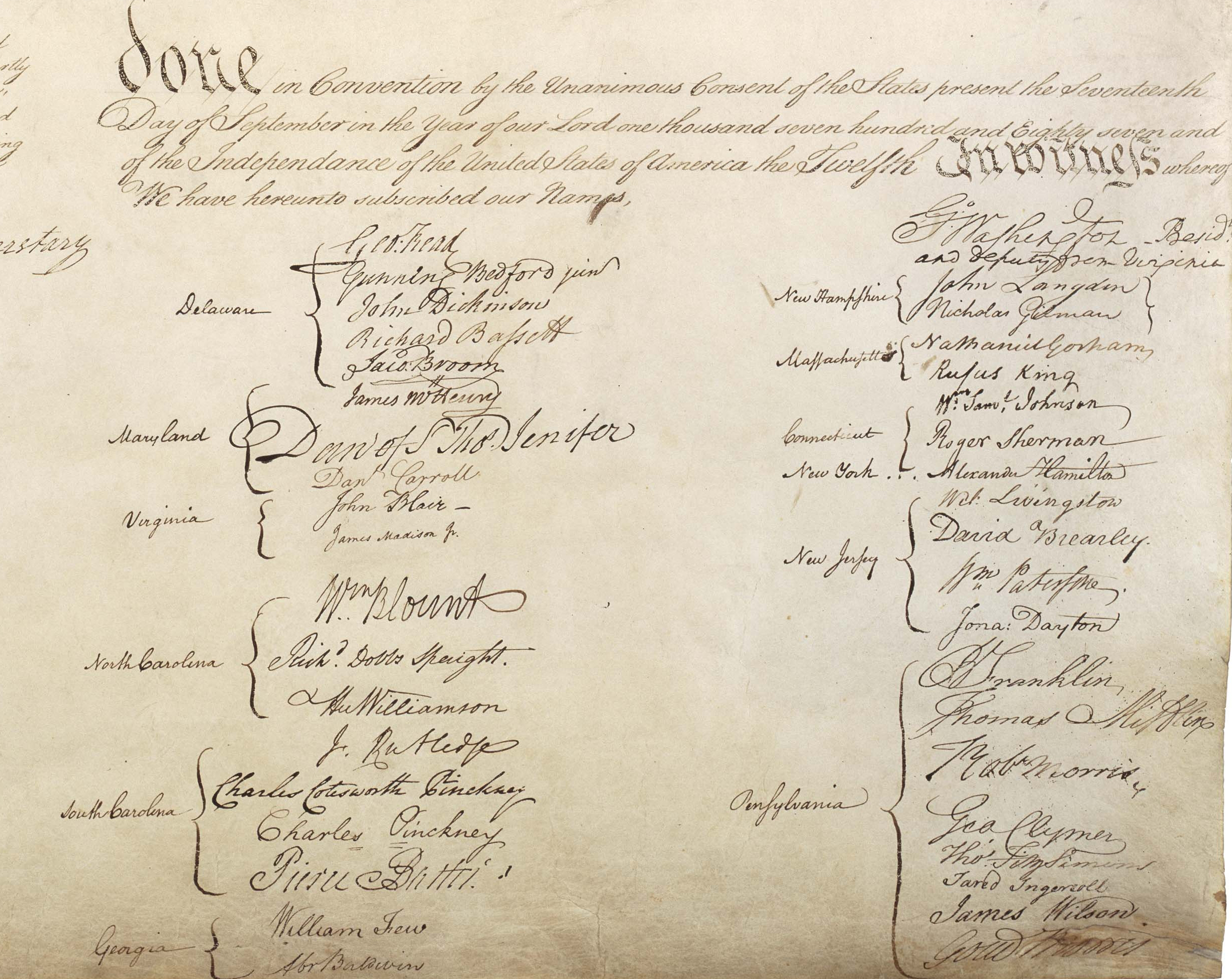
Firmas

## Controversia sobre la constitución más antigua vigente
A menudo se habla de la constitución estadounidense como la constitución más antigua todavía en vigor en el mundo. Sin embargo, es necesario puntualizar que realmente es la constitución federal escrita más antigua. Respecto a si es la constitución más antigua todavía en vigor, es necesario señalar que los Estatutos de la República de San Marino de 1600 (Leges Statutae Republicae Sancti Marini), que forman parte del ordenamiento jurídico fundamental de esa república, junto con la Ley Electoral de 1926 y la Declaración de Derechos de los Ciudadanos de 1974, serían más antiguos y también se señalan a menudo como la constitución más antigua vigente, aunque hay opiniones (especialmente desde el punto de vista estadounidense) que indican que no se puede hablar de dichos Estatutos como una constitución tradicional o en sentido estricto, esto es, como un único documento escrito, sino como parte del ordenamiento jurídico fundamental, no como constitución formal y, en este sentido, en algunas páginas web de la propia San Marino se indica que el país no tiene una constitución propiamente dicha. Por otra parte, si se tienen en cuenta también las constituciones de entidades subnacionales, la constitución del estado estadounidense de Massachusetts, ratificada el 15 de junio de 1780, sería siete años más antigua incluso que la de los Estados Unidos, lo que la convertiría en la constitución escrita más antigua del mundo todavía en vigor.